# Iwan Kutschin
Iwan Alexandrowitsch Kutschin (russisch Иван Александрович Кучин; * 23. August 1988 in Magnitogorsk, Russische SFSR) ist ein ehemaliger russisch-kasachischer Eishockeyspieler, der mit der kasachischen Nationalmannschaft zweimal an Weltmeisterschaften der Division I teilnahm.

## Karriere
Iwan Kutschin begann seine Karriere als Eishockeyspieler beim HK Metallurg Magnitogorsk, für dessen zweite Mannschaft er von 2004 bis Ende 2008 in der Perwaja Liga, der dritthöchsten russischen Spielklasse, antrat. Bei einem kurzen Abstecher zum HK Sibir Nowosibirsk im ersten Halbjahr 2008 kam er zu seinem ersten Einsatz in der Kontinentalen Hockey-Liga. Gegen Ende 2008 zog es ihn zu Gasowik Tjumen, wo er sowohl in der Wysschaja Liga, als auch in der zweiten Mannschaft (Gasowik-Univer) in der Perwaja Liga spielte. Bereits 2009 schloss er sich aber dem HK Rys Podolsk an, für den er ebenfalls in der Wysschaja Liga spielte. Zudem kam er 2009/10 auch für Stalnyje Lissy Magnitogorsk in  der Molodjoschnaja Chokkeinaja Liga, die er mit der Mannschaft aus seiner Geburtsstadt gewinnen konnte, zum Einsatz. Den Einsätzen für Disel Pensa, den HK Tschelmet Tscheljabinsk (jeweils in der Wysschaja Hockey-Liga und in der Perwaja Liga) und Sputnik Nischni Tagil (in der Perwaja Liga) in der Spielzeit 2010/11 folgte die Spielzeit 2011/12 bei Kristall-Jugra Belojarski in der Perwaja Liga.
Anschließend zog es ihn nach Kasachstan, wo er zunächst je zwei Jahre für Gornjak Rudny und den HK Arlan Kökschetau in der kasachischen Eishockeymeisterschaft aktiv war. 2016 wechselte er zu Barys Astana und spielte dort seine erste komplette Spielzeit in der KHL. 2017 ging er erneut nach Kökschetau, wurde aber bereits im Dezember des Jahres von Barys Astana in die KHL zurückgeholt. Obwohl er so in der Spielzeit 2017/18 nur teilweise in Kökschetau spielte, wurde er mit 30 Vorlagen bester Vorbereiter der kasachischen Meisterschaft. In der folgenden Spielzeit spielte er zunächst für das Framteam von Byras, Nomad Astana, und anschließend für HK Beibarys Atyrau. Nach zwei Jahren bei Torpedo Ust-Kamenogorsk wechselte er 2022 zum HK Aqtöbe, bei dem er 2024 seine Karriere beendete. Seither ist er dort Trainerassistent.

### International
Kutschin, der über die russische und die kasachische Staatsbürgerschaft verfügt, debütierte 2016 bei der Olympiaqualifikation für die Winterspiele 2018 in Pyeongchang in der kasachischen Nationalmannschaft. Er nahm mit ihr an den Weltmeisterschaften 2017 und 2018 in der Division I teil.

## Erfolge und Auszeichnungen
- 2010 Gewinn der Molodjoschnaja Chokkeinaja Liga mit Stalnyje Lissy Magnitogorsk
- 2018 Bester Vorbereiter der kasachischen Eishockeymeisterschaft

## KHL-Statistik
(Stand: Ende der Saison 2017/18)